# Kheira Hammou
Kheira Hammou, née le 8 mars 1997, est une haltérophile algérienne.

## Carrière
Kheira Hammou est médaillée de bronze à l'arraché, à l'épaulé-jeté et au total dans la catégorie des moins de 58 kg aux championnats d'Afrique 2013 à Casablanca. Elle est médaillée de bronze au total dans la catégorie des moins de 63 kg aux Championnats arabes de 2015 au Caire.
Elle est médaillée d'argent à l'arraché et médaillée de bronze à l'épaulé-jeté ainsi qu'au total aux championnats d'Afrique 2021 à Nairobi dans la catégorie des moins de 71 kg.